# Ustawa o pełnomocnictwach

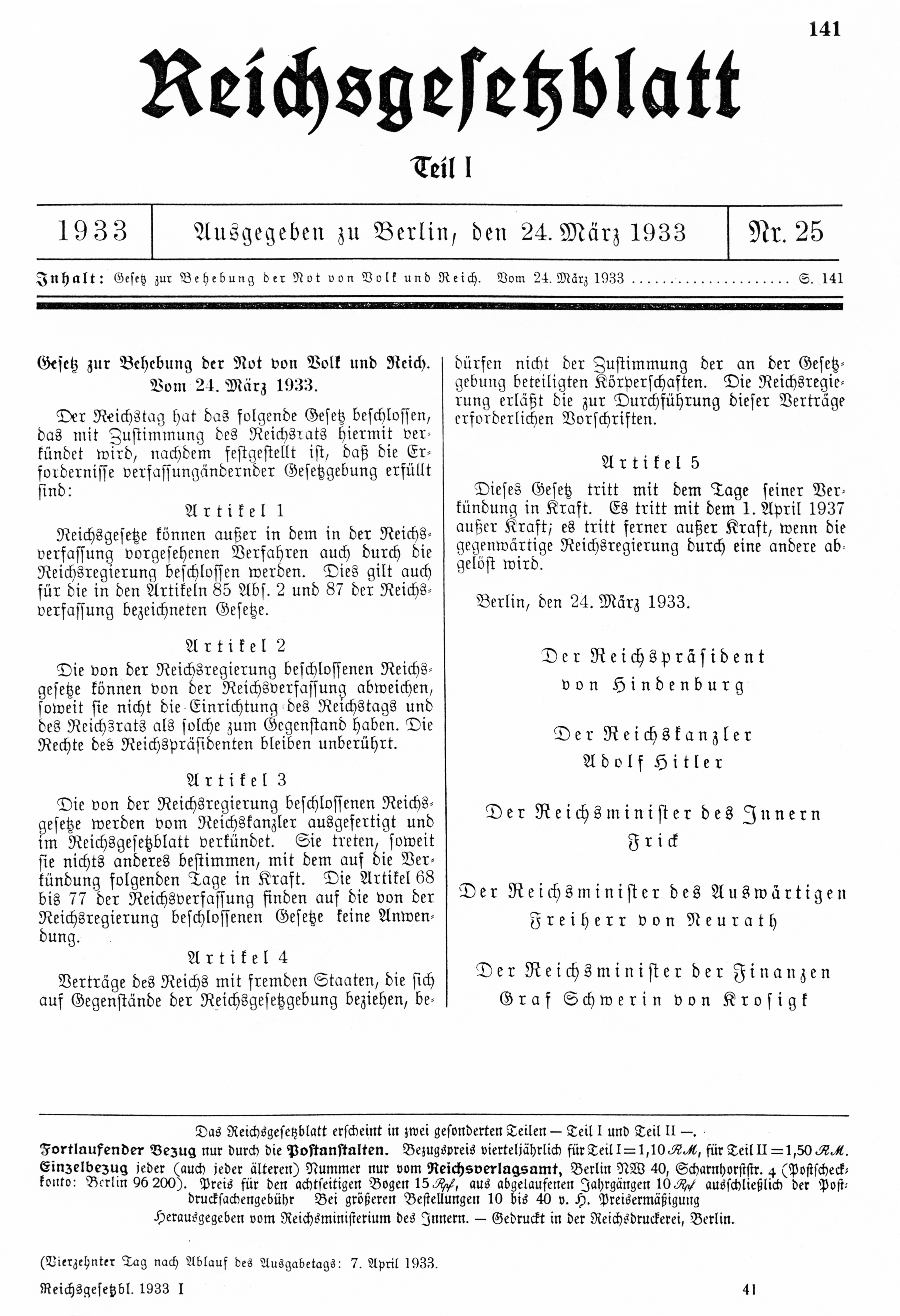
Ustawa o pełnomocnictwach w Reichsgesetzblatt

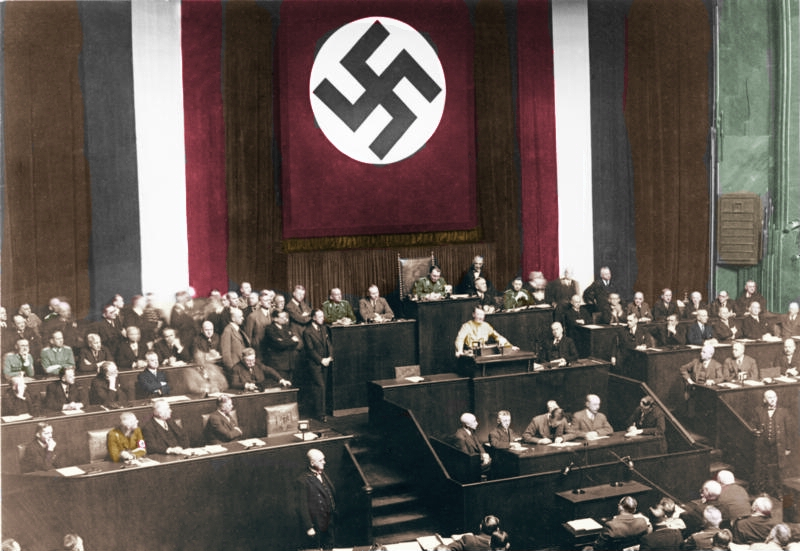
Adolf Hitler wygłasza przemówienie uzasadniające ustawę o pełnomocnictwach z mównicy Krolloper, która pełniła funkcję Reichstagu, 23 marca 1933 r. (prawdziwy budynek Reichstagu spłonął 27/28 lutego 1933 r.)

Ustawa o pełnomocnictwach (niem. Ermächtigungsgesetz) – ustawa konstytucyjna przyjęta przez Reichstag 24 marca 1933, pozwalająca rządowi Adolfa Hitlera na wydawanie ustaw bez względu na brzmienie konstytucji weimarskiej i bez konieczności uzyskiwania zgody Reichstagu. Ustawa o pełnomocnictwach była niejako konstytucją III Rzeszy, a na pewno drogą do wprowadzenia w Niemczech dyktatury nazistowskiej. Jej oficjalny tytuł brzmiał: „Ustawa o zabezpieczeniu narodu i państwa przed nieszczęściem” (niem. Gesetz zur Behebung der Not von Volk und Reich).
Ustawa została przyjęta większością konstytucyjną – 444 głosów (69%), przeciwko 94 głosom posłów SPD, przy absencji aresztowanych posłów komunistycznej KPD. Tego samego dnia wieczorem ustawę jednogłośnie i bez uprzedniej dyskusji przegłosował również zdominowany przez nazistów Reichsrat (Rada Rzeszy – izba wyższa parlamentu, złożona z przedstawicieli rządów poszczególnych krajów związkowych). Została opublikowana w Dzienniku Ustaw Rzeszy (niem. Reichsgesetzblatt) i weszła w życie następnego dnia – 24 marca 1933.

## Postanowienia
Zgodnie z ustawą o pełnomocnictwach rząd Rzeszy uzyskał uprawnienie do wydawania ustaw bez konieczności uzyskiwania każdorazowej zgody Reichstagu. Należy wyraźnie podkreślić, że chodziło tu o ustawy w ścisłym tego słowa znaczeniu, a nie o dekrety (rozporządzenia) z mocą ustawy, które w choćby niewielkim stopniu mogłyby podlegać kontroli parlamentarnej, nawet jeśli kontrola taka miałaby mieć czysto formalny charakter. Co więcej, ustawodawstwo rządowe zostało nie tylko prawnie zrównane z ustawami zwykłymi (art. 1), ale wręcz w stosunku do nich uprzywilejowane, gdyż ustawy wydawane przez rząd Rzeszy mogły nawet – z kilkoma czysto formalnymi wyjątkami, do których należał zakaz likwidowania instytucji Reichstagu, Reichsratu, rządu i prezydenta – odbiegać od konstytucji Republiki Weimarskiej (art. 2). Projekty ustaw miał przygotowywać kanclerz, a zatwierdzone akty legislacyjne miały wchodzić w życie następnego dnia, po ich ogłoszeniu i publikacji w Dzienniku Ustaw Rzeszy (art. 3). Rząd otrzymał również prawo do samodzielnego zawierania umów międzynarodowych z innymi państwami i wydawania odpowiednich przepisów wykonawczych w celu realizacji tych umów, co w praktyce dawało mu swobodę prowadzenia polityki zagranicznej (art. 4). Ustawa o pełnomocnictwach miała obowiązywać przez 4 lata, tj. do dnia 1 kwietnia 1937, lecz niezależnie od tego automatycznie traciła moc obowiązującą w przypadku, „gdyby obecny rząd Rzeszy został zastąpiony innym” (art. 5).

## Skutki uchwalenia
Ustawa o pełnomocnictwach stanowiła decydujący krok na drodze do przejęcia władzy dyktatorskiej w Niemczech przez Adolfa Hitlera i NSDAP oraz przekształcenia Niemiec z republiki parlamentarnej w monopartyjne policyjne państwo totalitarne. W ciągu 3 miesięcy od uchwalenia ustawy o pełnomocnictwach, wszystkie działające w Niemczech partie polityczne, z wyjątkiem NSDAP, zostały zdelegalizowane lub zmuszone do samorozwiązania się, a 14 lipca wprowadzono prawo, które uczyniło partię nazistowską jedyną prawnie dozwoloną partią w kraju. Chociaż ustawa o pełnomocnictwach formalnie przyznawała uprawnienia ustawodawcze rządowi Rzeszy jako całości, uprawnienia te były w praktyce wykonywane przez samego Hitlera. Posiedzenia rządu od 1934 r. odbywały się coraz rzadziej, a po aferze Blomberga-Fritscha (5 lutego 1938) nigdy nie odbyły się w pełnym składzie  . Rola Reichstagu, i tak już całkowicie zdominowanego przez NSDAP, została faktycznie zredukowana do zaledwie sceny przemówień przywódcy III Rzeszy. Do końca II wojny światowej zbierał się sporadycznie (ostatni raz 26 kwietnia 1942 ), nie przeprowadzał żadnych debat i uchwalił tylko kilka ustaw – zawsze za jednomyślną zgodą. W efekcie wpływ społeczeństwa na możliwość odsunięcia Hitlera od władzy, a także kontrolę jego poczynań, zmalał praktycznie do zera, a Reichstag, który po fasadowych wyborach w listopadzie 1933 składał się wyłącznie z członków i formalnie bezpartyjnych sympatyków NSDAP, został sarkastycznie nazwany „najdroższym chórem świata”.
Jak na ironię, co najmniej dwa ze środków, które Hitler podjął w celu konsolidacji swojej władzy, jawnie naruszyły ustawę o pełnomocnictwach, z której sam wywodził swoją legitymizację. 14 lutego 1934, wkrótce po ustawie „O przebudowie Rzeszy” (niem. Gesetz über den Neuaufbau des Reichs) z 30 stycznia 1934, która zniosła federacyjny ustrój terytorialny państwa, likwidując odrębność ustrojową krajów związkowych Rzeszy i przekształcając je w zwykłe jednostki administracyjne państwa unitarnego, zlikwidowano również Radę Rzeszy, pomimo że art. 2 ustawy o pełnomocnictwach wyraźnie chronił istnienie zarówno Reichstagu, jak i Reichsratu. Pół roku później, 2 sierpnia 1934, po śmierci prezydenta Paula von Hindenburga, na mocy uchwalonej dzień wcześniej ustawy, połączono urzędy prezydenta i kanclerza w specjalnie utworzony dla Hitlera urząd wodza i kanclerza Rzeszy (niem. Der Führer und Reichskanzler). Likwidacja niezależnego urzędu prezydenta Rzeszy również stanowiła jawne pogwałcenie art. 2 ustawy o pełnomocnictwach. Przepis ten nie przewidywał jednak żadnych środków zaradczych w przypadku jakichkolwiek jego naruszeń, a w warunkach państwa faszystowskiego zakwestionowanie tych działań w sądzie było praktycznie niemożliwe.
Początkowo ustawa o pełnomocnictwach miała obowiązywać jedynie przez 4 lata (do 1 kwietnia 1937). Jednak 30 stycznia 1937 Reichstag, w pełni kontrolowany przez rząd nazistowski, przedłużył okres obowiązywania ustawy o kolejne 4 lata (do 1 kwietnia 1941)  . Dwa lata później, 30 stycznia 1939, decyzję o przedłużeniu prawa o dalsze 4 lata (do 10 maja 1943) podjął tzw. Reichstag Wielkoniemiecki, zwołany w 1938 r. po aneksji Austrii i Kraju Sudetów  . Ostatecznie, 10 maja 1943 Hitler wydał dekret, na mocy którego uprawnienia rządu wynikające z ustawy o pełnomocnictwach miały obowiązywać bez ograniczeń czasowych. Aby zachować pozory legalności, zamieścił w nim następującą klauzulę: „Zastrzegam sobie prawo do potwierdzenia tych uprawnień Rządu Rzeszy przez Reichstag Wielkoniemiecki”. W ten sposób ustawa zachowała moc obowiązującą aż do upadku nazistowskich Niemiec  .